# .338 Lapua Magnum
.338 Lapua Magnum (8,6x70mm ali 8,58x70mm) je specializirani brezrobni stekleničasti naboj s sredinskim vžigom, ki je bil razvit za vojaške ostrostrelske puške. Z iraško in afganistansko vojno se je naboj izkazal v bojnih pogojih. Zasnovan je kot protipersonalni in protimaterialni naboj, pri čemer ima omejeno protimaterialno rabo zaradi nizke kinetične energije izstrelka. Celoten naboj ima premer 14,93 mm in je dolg 93,5 mm. Izstrelek lahko prebije boljše-kot-standardne vojaške telesne oklepe na razdalji do 1.000 m, pri čemer ima maksimalni efektivni doseg okoli 1.750 m. Hitrost izstrelka pri izhodu iz cevi je odvisna od polnila, temperature smodnika in vrste izstrelka, a se giba med okrog 800 in 1000 metrov na sekundo.
S takim nabojem je novembra 2009 britanski ostrostrelec Corporal of Horse Craig Harrison postavil svetovni rekord v najdaljšem dokumentiranem ostrostrelskem zadetku z razdaljo 2.475 m. Ta rekord je maja leta 2017 premagal neimenovan pripadnik Kanadske Joint Task Force - trenutni svetovni rekord je 3.540 m, postavljen z puško McMillan TAC-50 kalibra 12.7x99 NATO. 
Poleg uporabe v oboroženih silah ga civilisti uporablja za lov na veliki plen in strelci na dolge razdalje. 